# Rivalités dans le football au Pays basque
Cet article traite des rivalités dans le football au Pays basque.

## Clubs basques

### Clubs au niveau national
| Club               | Création | Stade                     | Division actuelle  | Commentaire |
| ------------------ | -------- | ------------------------- | ------------------ | ----------- |
| Athletic Bilbao    | 1898     | San Mamés Barria          | LaLiga             |             |
| Real Sociedad      | 1909     | Stade d'Anoeta            | LaLiga             |             |
| Deportivo Alavés   | 1921     | Stade de Mendizorroza     | LaLiga             |             |
| SD Eibar           | 1940     | Stade municipal d'Ipurua  | LaLiga 2           |             |
| CA Osasuna         | 1920     | Stade El Sadar            | LaLiga             |             |
| Deportivo Alavés B | 1960     | Ibaia                     | Segunda Federación |             |
| SD Amorebieta      | 1925     | Urritxe                   | Primera Federación |             |
| Arenas Club        | 1909     | Estadio Gobela            | Segunda Federación |             |
| Athletic Bilbao B  | 1964     | Lezama                    | Primera Federación |             |
| Barakaldo          | 1917     | Lasesarre                 | Tercera Federación |             |
| SD Leioa           | 1925     | Sarriena                  | Tercera Federación |             |
| Real Unión         | 1915     | Stadium Gal               | Primera Federación |             |
| Real Sociedad B    | 1951     | Zubieta                   | Primera Federación |             |
| CD Izarra          | 1924     | Merkatondoa               | Segunda Federación |             |
| CD Tudelano        | 1935     | José Antonio Elola        | Segunda Federación |             |
| CA Osasuna B       | 1964     | Tajonar                   | Primera Federación |             |
| UD Mutilvera       | 1968     | Estadio Valle de Araguren | Segunda Federación |             |
| Club Portugalete   | 1944     | La Florida                | Tercera Federación |             |

| Club                | Création | Stade                  | Division actuelle | Commentaire |
| ------------------- | -------- | ---------------------- | ----------------- | ----------- |
| Aviron Bayonnais FC | 1922     | Stade Didier Deschamps | National 3        |             |
| Les Genêts d'Anglet | 1910     | Stade Saint-Jean       | National 3        |             |
| Arin luzien         | 1909     | Stade Kechiloa         | Régional 1        |             |

### Palmarès national des clubs
La palmarès national des clubs basques est le suivant :
| - Championnat d'Espagne (10) - Athletic Bilbao (8) - Real Sociedad (2) | - Coupe d'Espagne (29) - Athletic Bilbao (23) - Real Unión (4) - Real Sociedad (3) - Arenas Club (1) - Supercoupe d'Espagne (6) - Athletic Bilbao (2) - Real Sociedad (1) |

## Clubs basques au football féminin
| Club                       | Création | Stade               | Division actuelle  | Commentaire |
| -------------------------- | -------- | ------------------- | ------------------ | ----------- |
| Athletic Bilbao            | 2002     | Lezama              | Primera Iberdrola  |             |
| Real Sociedad              | 2004     | Zubieta             | Primera Iberdrola  |             |
| SD Eibar                   | 1991     | Unbe Sports Complex | Primera Federación |             |
| CA Osasuna                 | 2003     | Tajonar             | Primera Federación |             |
| Deportivo Alavés Gloriosas | 2017     | Ibaia               | Primera Iberdrola  |             |
| Athletic Bilbao B          | 2002     | Lezama              | Primera Federación |             |